# Valinhos
Valinhos es un municipio del estado de São Paulo, en Brasil. Este municipio es muy recordado, cuando se habla del famoso compositor, cantante y actor Adoniran Barbosa, nacido en esta ciudad el 6 de agosto de 1910, quien compuso trem das onze, escogida en 1965 como la canción más cantada en São Paulo.

## Geografía

### Topografía
Relieve fuertemente accidentado, formado por las estribaciones de la Serra da Mantiqueira.
| Altitud Máxima | Altitud Media | Altitud Mínima |
| -------------- | ------------- | -------------- |
| 969 m.         | 660 m.        | 600 m.         |

### Hidrografía
| Ríos                                                            | Arroyos                               | Quebradas                                                                          |
| --------------------------------------------------------------- | ------------------------------------- | ---------------------------------------------------------------------------------- |
| Atibaia (fuente del Piracicaba) y Capivari (afluente del Tietê) | Pinheiros, Bom Jardim y Dois Córregos | Invernada, Santa Escolástica, Santana dos Cuiabanos y la de la Hacienda São Pedro. |

### Superficie
| Área    | Área Urbana | Área Rural |
| ------- | ----------- | ---------- |
| 188 km² | 59 km²      | 89 km²     |

### Carreteras
| Principales Carreteras de Acceso                             |
| ------------------------------------------------------------ |
| Rodovia Anhanguera                                           |
| Rodovia Dom Pedro I                                          |
| Rodovia José Roberto Magalhães Teixeira                      |
| Rodovia Francisco Von Zuben                                  |
| Estrada Velha de Campinas o Rodovia Visconde de Porto Seguro |
| Rodovia dos Agricultores                                     |
| Rodovia Valinhos-Itatiba                                     |

## Historia
Hasta comienzos del siglo XVII, la región era habitada por pueblos indígenas, de origen tupi-guaraní, que se dedicaban a la producción de maíz y yuca, así como a la caza y la pesca y se organizaban en aldeas compuestas por cabañas circulares.
El actual territorio de Valinhos hacía parte de la sesmaría entregada en concesión a Alexandre Simões Vieira el 2 de diciembre de 1732, otorgada por el entonces presidente de São Paulo, Antonio Luiz de Távora, conde de Sarzedas. El concesionario abrió un camino de Jundiaí a Goiás, en el cual se encontraba el pozo de Pinheiros, en el sitio donde ahora está Valinhos. En 1774 el barrio de Jundiaí fue elevado a la categoría de distrito y el 16 de noviembre de 1797, Campinas se convirtió en municipio. En esa época en el territorio actual de Valinhos se desarrollaron grandes haciendas e ingenios azucareros.
En 1872 ya existía la villa de Valinhos cuando se inició la construcción de la línea de ferrocarril que la unía con Jundiaí. El tráfico ferroviario aumentó en 1888 con la abolición de la esclavitud y la llegada de inmigrantes italianos que iban a trabajar en las fincas de café. En 1889, debido a la epidemia de fiebre amarilla que azotó a Campinas, parte de las oficinas públicas y a población se trasladaron a Valinhos, lo cual aumentó la importancia del poblado. En 1893 se creó el distrito de policía de Valinhos y el 28 de mayo de 1896, la ya próspera villa de Valinhos fue elevada a la categoría de distrito de paz.
El inmigrante italiano Lino Busatto, introdujo la plantación del higo morado en 1901, cuya producción adquirió notoriedad nacional.
El 30 de diciembre de 1953, el gobierno del estado promulgó la ley 2456, que creó el municipio de Valinhos, que el 18 de marzo de 2005 fue elevado a la categoría de comarca.

## Economía
Conocido como "la capital del higo morado ('Figo Roxo de Valinhos'), actualmente también se destaca por una gran producción de guayabas. El municipio también produce marañón, uvas, fresas y caquí. Sin embargo en las últimas décadas se ha destacado por el crecimiento urbano y muchas haciendas y fincas agrícolas han sido substituidas por urbanizaciones y conjuntos de propiedad horizontal. 
Decenas de empresas industriales químicas, editoriales y de alimentos funcionan en la ciudad, así como un comercio floreciente.
El turismo es actualmente una importante actividad en Valinhos. Desde que el 12 de julio de 1921, el entonces prefecto de Campinas, Orozimbo Maia, fundo el Hotel Hacienda Fonte Sônia, muchos turistas viajaron a Valinhos a disfrutar de sus aguas medicinales y piscinas. Actualmente se desarrolla el agroturismo y el municipio hace parte del "Circuito de las Frutas", el cual integra a la región y cuenta con varios hoteles-hacienda y diversos albergues en el campo.